# Nizjni Bestjach
Nizjni Bestjach (Russisch: Нижний Бестях, Jakoets: Аллараа Бэстээх; Allaraä Besteëch; "Beneden de dennen") is een nederzetting met stedelijk karakter en het bestuurlijk centrum van de oeloes Megino-Kangalasski van de Russische autonome republiek Sacha (Jakoetië). De plaats telde 3518 inwoners bij de volkstelling van 2010.

## Geografie en verbindingen

### Locatie
De plaats ligt voor het grootste deel op de hoge (oostelijke) rechteroever van de rivier de Lena, die hier een breedte van 2 kilometer bereikt. Een klein deel van de plaats ligt in de Njorjoektjajvlakte. De omgeving van de plaats wordt gekenmerkt door zandige bodems, waarop vooral dennenbossen groeien. Van deze bossen komt de Jakoetse naam Besteëch ("dennen"), dat in het Russisch verbasterd is tot bestjach. Niet ver van de plaats ligt het grote merengebied Matsjtsjia. De plaats ligt tegenover de hoofdstad Jakoetsk (23 km), waarmee het een veerbootverbinding heeft (vanaf het einde van de ijsgang tot het begin van de bevriezing), alsook meerdere verbindingen met draagvleugelboten en privévaartuigen. Nizjni Bestjach ligt op 34 kilometer van Majja, het voormalige bestuurlijk centrum van de oeloes. Rondom de plaats liggen de dorpen Mandaj (noorden, onbewoond), Tektjoer (noorden), Majja (zuidoosten), Pavlovsk (zuiden), Chomoestach (zuiden) en Chaptagaj (zuiden).

### Transporthub
Nizjni Bestjach vormt een belangrijke transporthub. De plaats ligt aan de A-360 (snelweg Lena), die (via een veerboot) de enige wegverbinding vormt met Jakoetsk en met Never 1200 kilometer zuidelijker. In de winter wordt er een winterweg over het ijs aangelegd naar Jakoetsk. In de lente en herfst is deze verbinding echter afgesloten vanwege ijsgang in de Lena en is de verbinding alleen mogelijk per helikopter of hovercraft. Vanuit Nizjni Bestjach start ook de R-504 (snelweg Kolyma of Bottenweg) naar Magadan (1826 kilometer). Daarnaast start ook de regionale weg Amga (98K-001) naar Majja en Amga vanuit Nizjni Bestjach.
Op 10 kilometer ten zuiden van Nizjni Bestjach ligt het gelijknamige spoorwegstation, het in 2011 voltooide kopstation van de Spoorlijn Amoer-Jakoetsk. Deze heeft een grote stimulans gegeven aan de haven van Nizjni Bestjach, die sindsdien een belangrijk overslagstation vormt voor goederen die vanaf het station middels vrachtwagencombinaties naar de haven worden gebracht, vanwaar het havenbedrijf van de Rivierhaven van Jakoetsk ze verder vervoerd middels bulkcarriers.

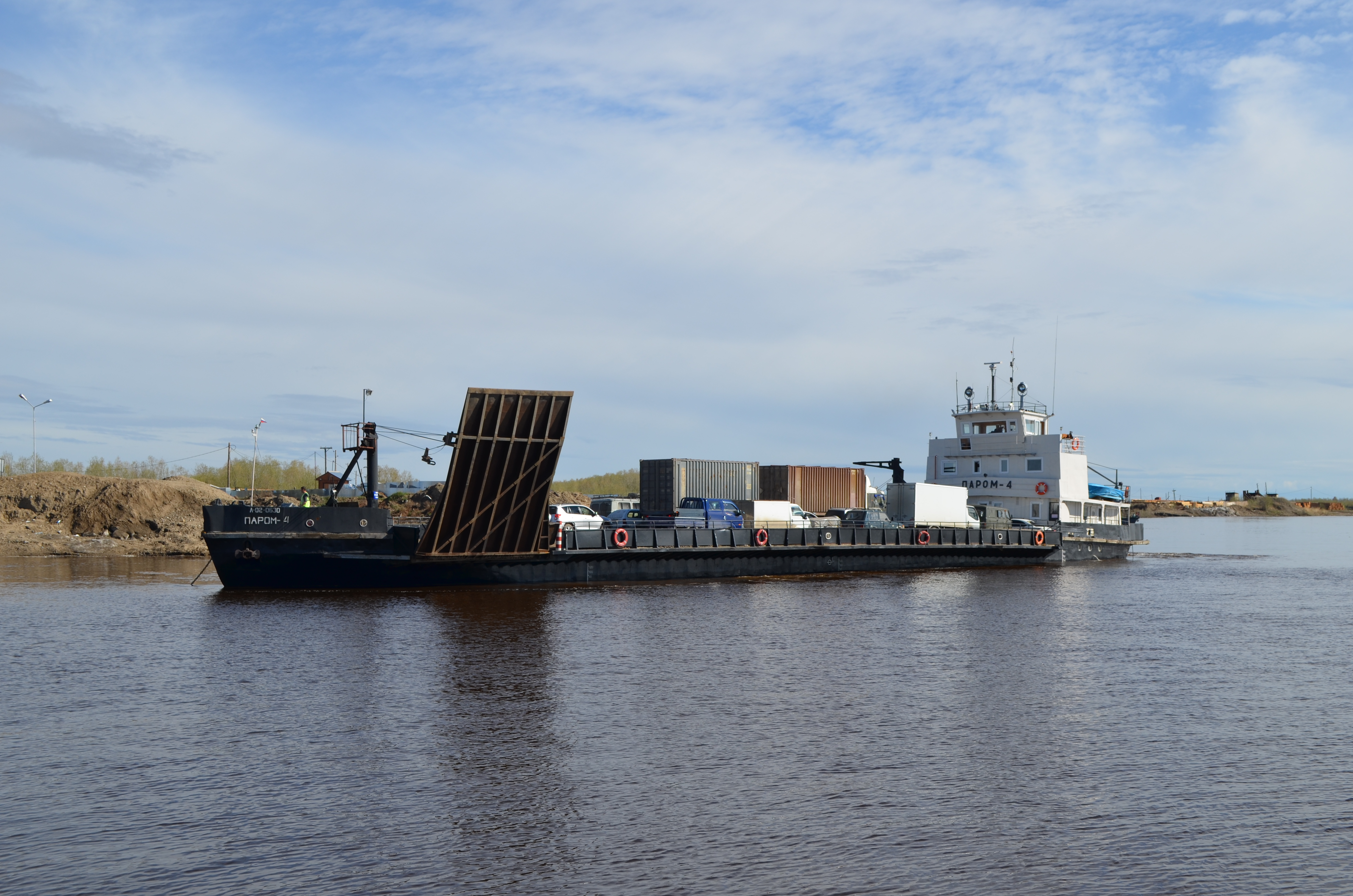
Veerboot tussen Nizjni Bestjach en Jakoetsk
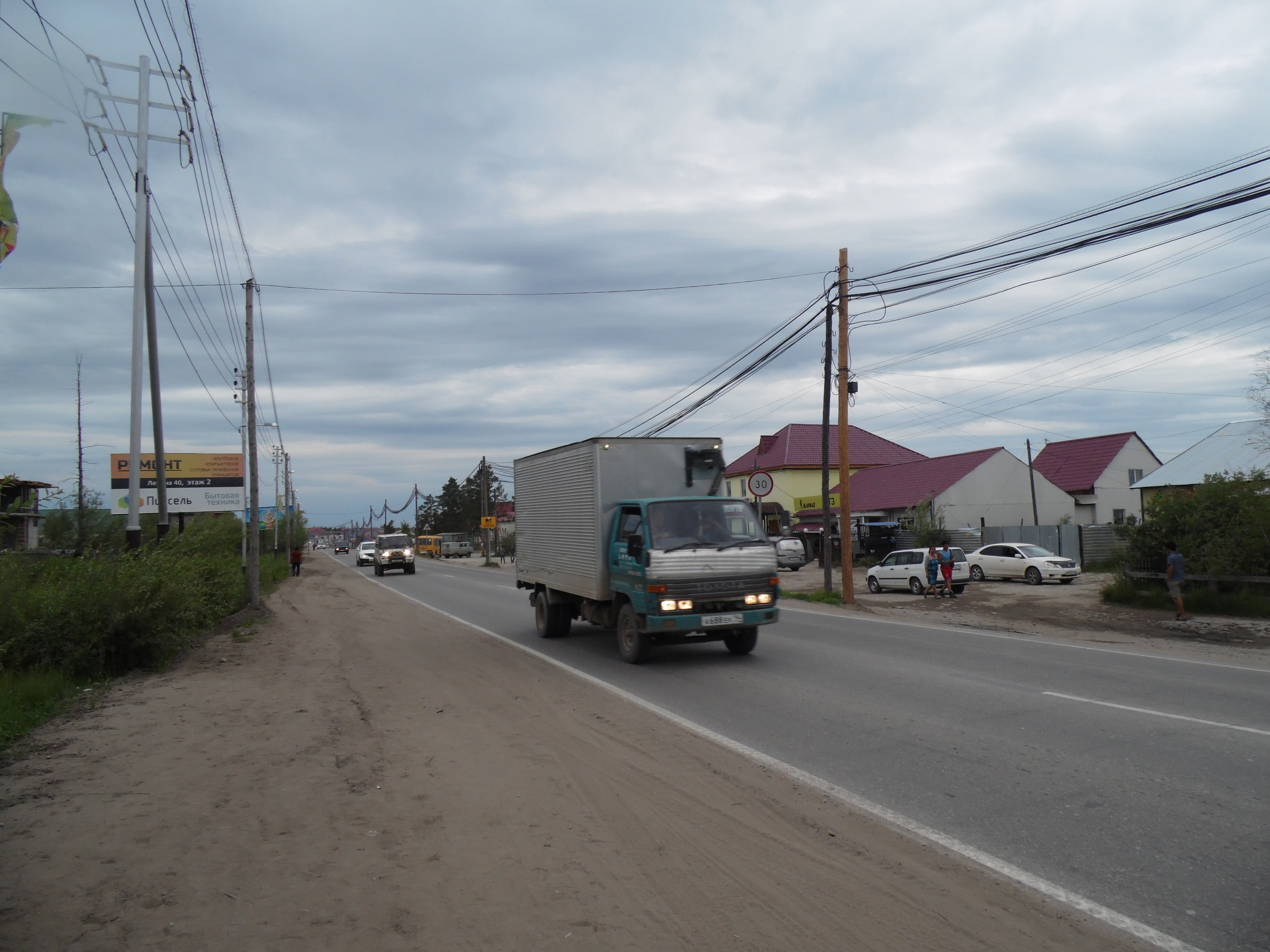
De hoofdstraat door het dorp wordt gevormd door de interregionale vervoersverbindingen А360 en Р504
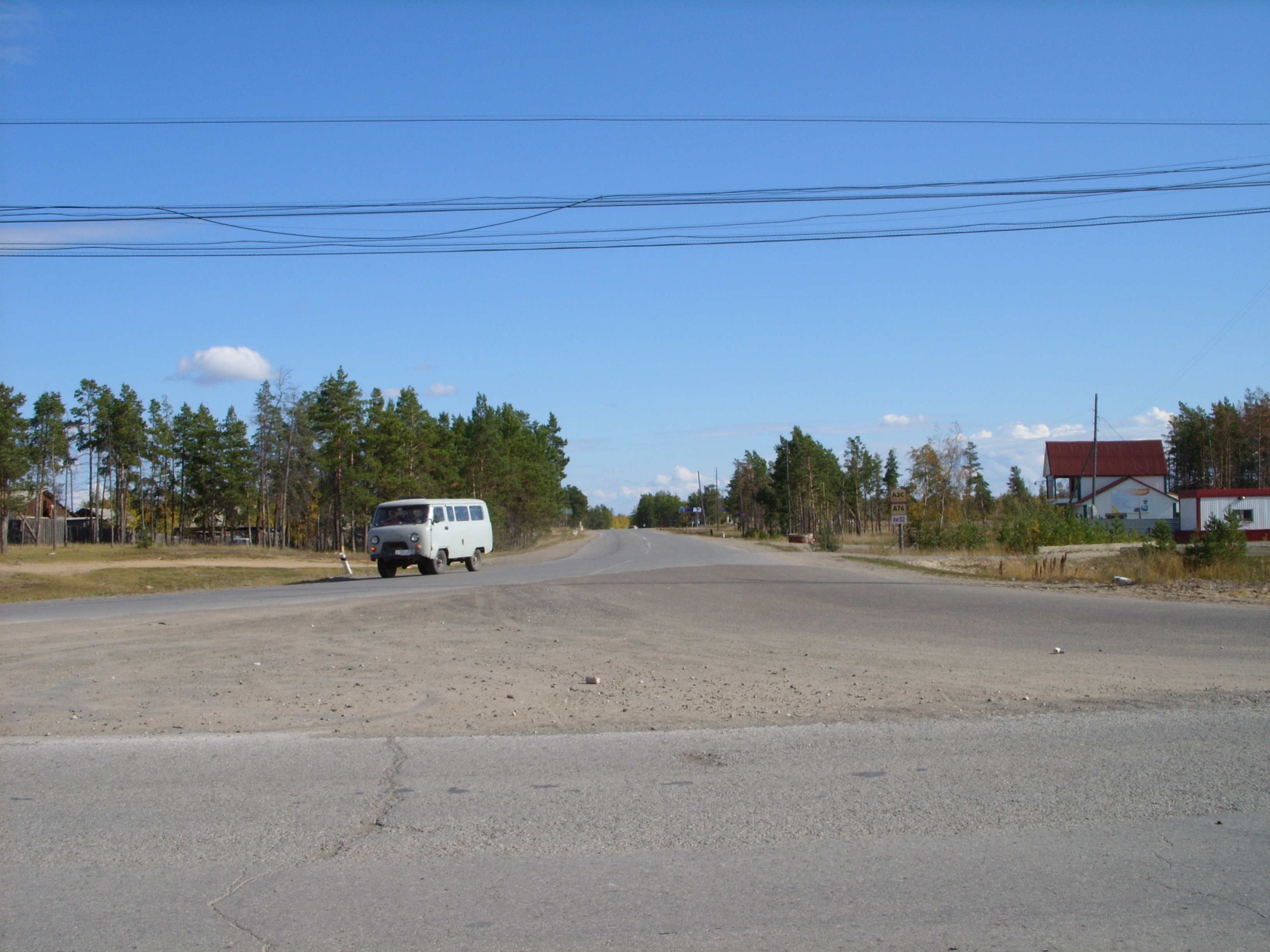
Splitsing tussen de P504 (naar Magadan; links), A360 (naar Never; rechts) en 98K-001 (naar Amga; rechtdoor)
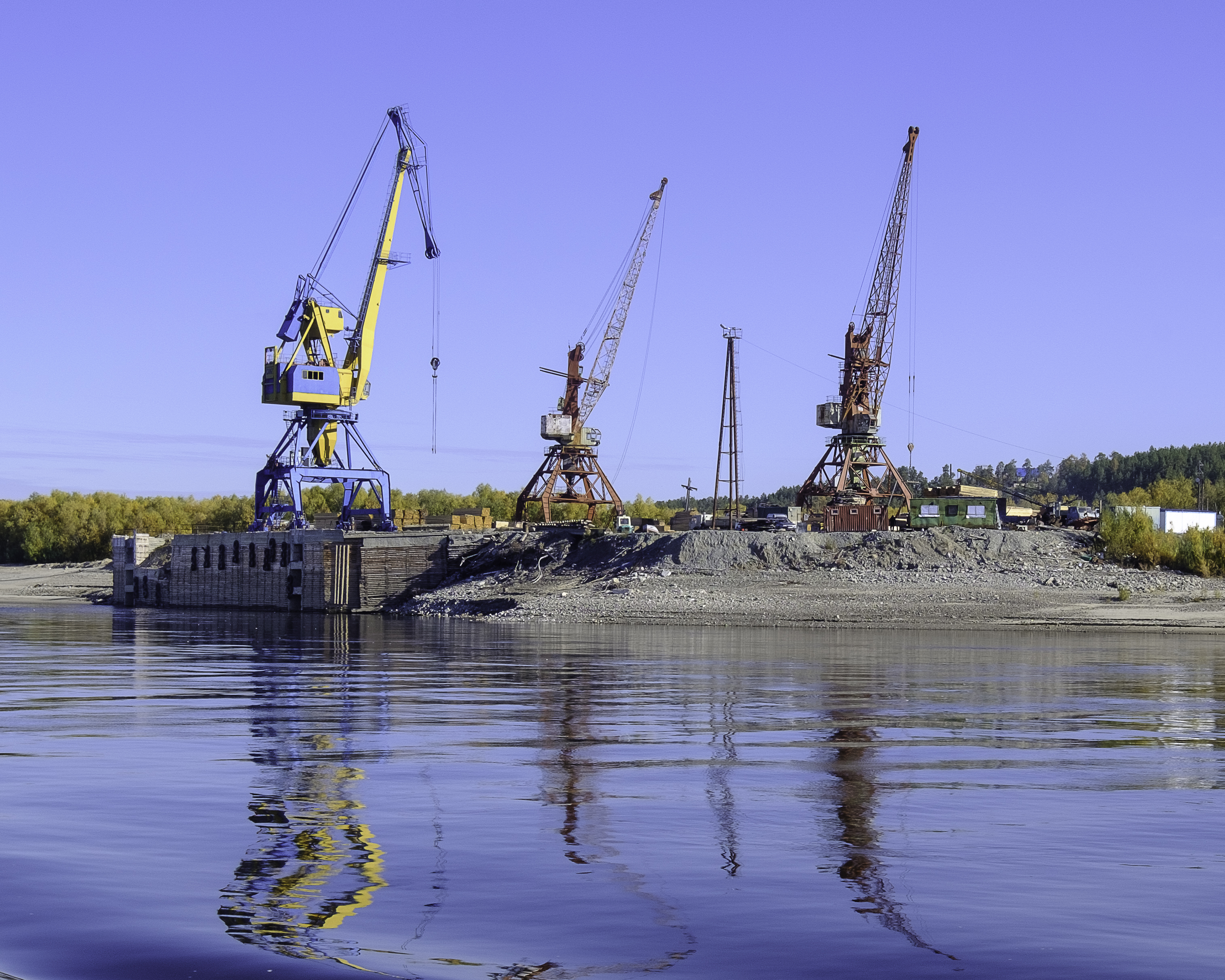
Havenkranen op de kade van Nizjni Bestjach

### Toekomstplannen
Er zijn plannen voor de aanleg van een gecombineerde weg- en spoorbrug over de Lena naar Jakoetsk om de stad zo het hele jaar door te kunnen bereiken, maar het is nog onzeker wanneer dit miljarden kostende megaproject moet starten. Andere grote plannen voor de aanleg van een spoorlijn van hieruit naar Magadan en het uitbouwen van Nizjni Bestjach tot een nog veel grotere transporthub en het vervolgens de status van stad te verlenen lijken vooralsnog weinig meer dan een droom.

## Geschiedenis
Vroeger lag er op de locatie van de huidige plaats de nederzetting Jarmanka (soms ook wel Jarmonka of Jarmonga genoemd). De naam geeft aan dat er markten werden georganiseerd. Handelaren kwamen naar deze plek en tussen ongeveer 1750 en 1850 werden hier de paarden geladen met goederen voor de lange tocht over land naar de Zee van Ochotsk. In de buurt lagen graslanden voor het weiden van de paarden. In 1772 werd een veerbootdienst opgezet die bediend werd door bannelingen.
In de jaren 1920 ontstond de huidige plaats als een doorvoerpunt en transporthub tussen Jakoetsk en het Russische 'vasteland'. In 1971, toen de handel over de rivier sterk toegenomen was als gevolg van de aansluiting van Oest-Koet op het spoorwegnet (de Oost-Siberische Spoorlijn) en de daarmee gepaard gaande groei van zowel de daarbij gelegen haven Osetrovo als de Rivierhaven van Jakoetsk, kreeg de plaats de status van nederzetting met stedelijk karakter.

## Economie en voorzieningen
De bevolking is vooral werkzaam in de sectoren transport en logistiek. De plaats heeft een havenkade (geëxploiteerd door het havenbedrijf van de Rivierhaven van Jakoetsk), 2 transportbedrijven en een aantal opslagloodsen. Ook worden de modderbaden bij de plaats geëxploiteerd.
In de plaats bevinden zich een cultureel centrum, twee basisscholen, een school voor transporttechniek, een school voor beroepsonderwijs, meerdere instellingen voor gezondheidszorg, winkels en openbare instellingen. De plaats heeft ook een eigen moskee.

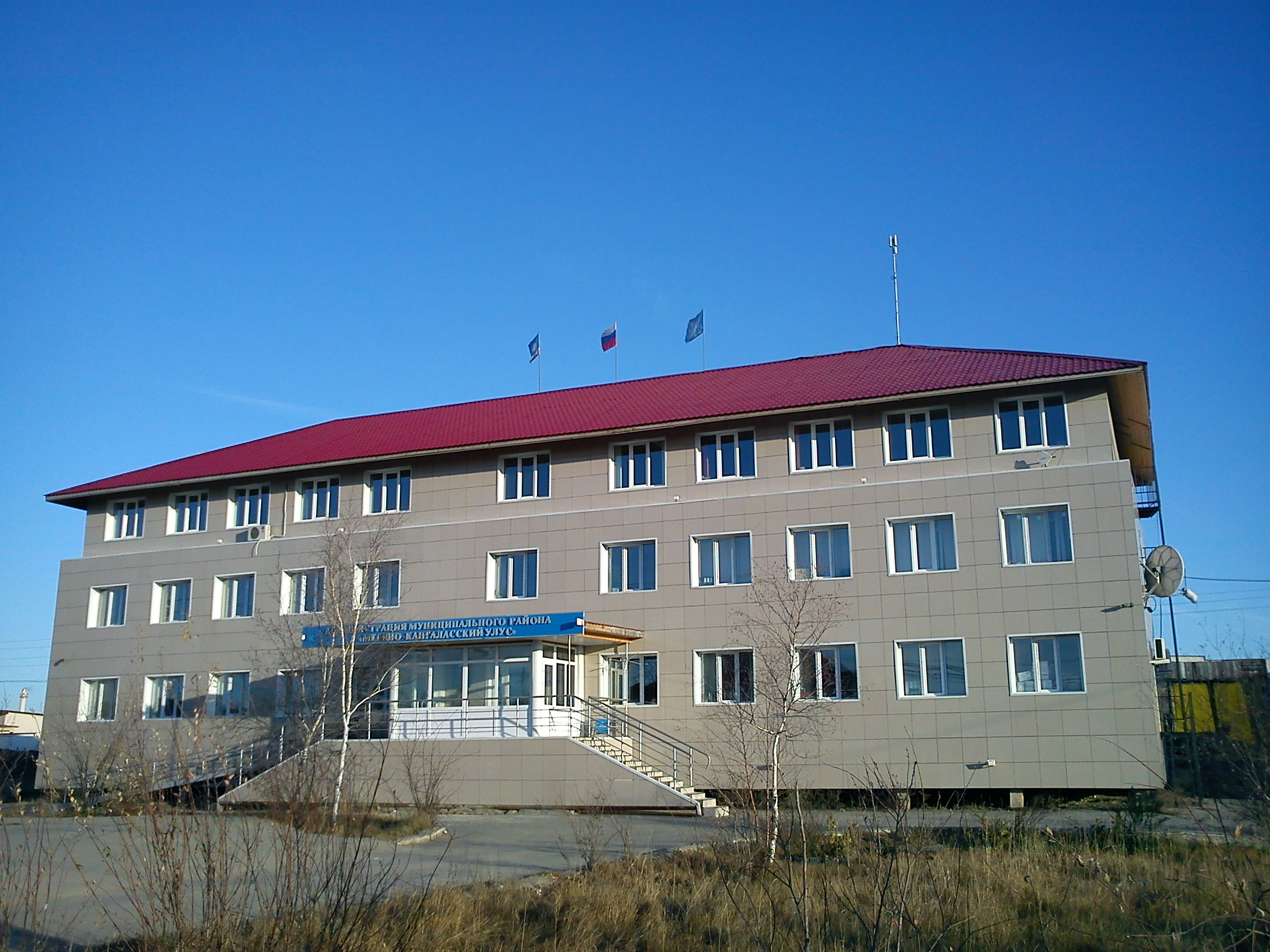
Gebouw van het oeloesbestuur in Nizjni Bestjach
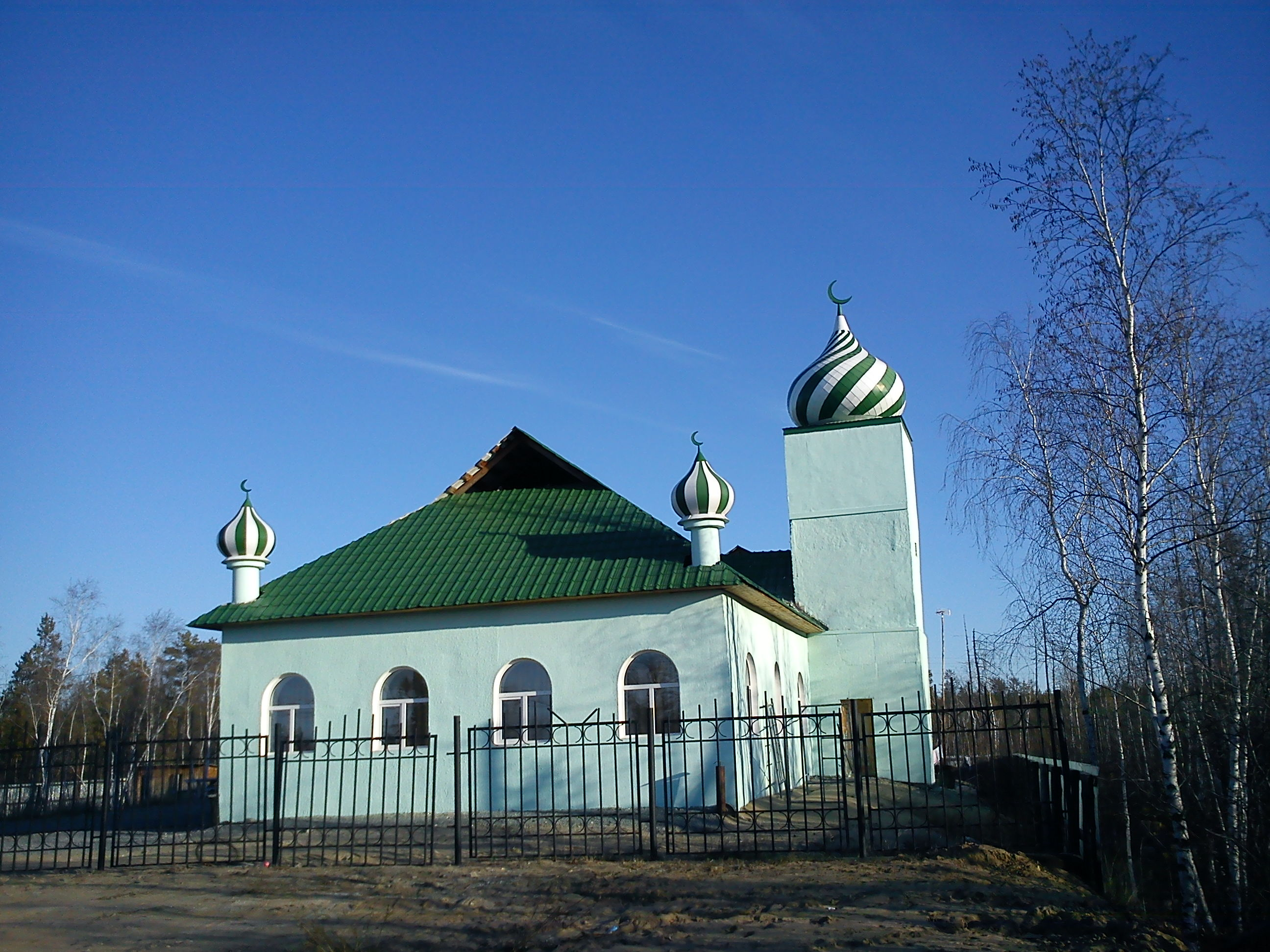
Moskee in de plaats

## Bevolking
In Nizjni Bestjach wonen naast veel Jakoeten en Russen ook onder andere een aantal Oezbeken, Kirgiezen, Tsjetsjenen, Armenen, Tadzjieken en Oedmoerten.

### Bevolkingsontwikkeling
|                            |
| ■ Volkstelling ■ Schatting |